# Тифенбах (Хунсрюк)
Тифенбах (нем. Tiefenbach) — община в Германии, в земле Рейнланд-Пфальц.
Входит в состав района Рейн-Хунсрюк. Подчиняется управлению Зиммерн. Население составляет 777 человек (на 31 декабря 2010 года). Занимает площадь 5,79 км².